# Жил у бабушки козёл
«Жил у бабушки козёл» — советский музыкальный рисованный мультфильм 1983 года студии «Союзмультфильм». Режиссёр Леонид Носырев создал мультфильм по мотивам русской народной сказки в обработке Корнея Чуковского.

## Сюжет
Козёл Евсей захотел сходить в лес и надрать там лыка. Бабушка повесила ему на шею колокольчик и сказала, что в лесу волки. Пошёл козёл в лес, насобирал грибов и встретил сначала зайца, укравшего кочан капусты с грядки, а затем — лиса, который нёс украденного петуха. Козёл отобрал петуха, пошёл дальше и встретил волков. Петух не растерялся и клюнул волка. Волк поскакал за козлом и так и не догнал его.
Заслышав звон колокольчика, бабушка с дедушкой открыли козлу ворота и затем захлопнули их перед волками. Выстрел из ружья напугал волков, и они убежали в лес. Козёл пообещал впредь не ходить в лес без спроса.

## Создатели
- Автор сценария и Кинорежиссёр — Леонид Носырев
- Художник-постановщик — Вера Кудрявцева
- Кинооператор — Светлана Кощеева
- Композитор — Евгений Ботяров
- Звукооператор — Борис Фильчиков
- Художники-мультипликаторы: Анатолий Абаренов, Марина Рогова, Юрий Кузюрин, Алексей Букин, Владимир Захаров
- Художники: Ирина Светлица, Нина Николаева, Светлана Давыдова, Николай Митрохин, Е. Бирюков
- Монтажёр — Ольга Василенко
- Ассистент режиссёра — Зоя Кредушинская
- Редактор — Наталья Абрамова
- Директор съёмочной группы — Нинель Липницкая
- Роли озвучивали:
  - Юрий Волынцев — козёл,
  - Татьяна Пельтцер — бабушка,
  - Всеволод Ларионов — лис,
  - Георгий Вицин — заяц,
  - Ефим Кациров — волк,
  - Татьяна Шабельникова — вокал

## Издание
- Во второй половине 1990-х на аудиокассетах изданием Twic Lyrec была выпущена аудиосказка по одноимённому мультфильму с текстом Александра Пожарова.